# Qaqortoq
Qaqortoq o Julianehåb (/k/ⓘ en danés: Julianehåb [juliˈaːnəhoːʔb]) es un pueblo de Groenlandia localizada al sudoeste. 
Qaqortoq es la ciudad más grande del sur de Groenlandia (Dinamarca), con 3.400 habitantes, fundada en 1775, correspondientes Qaqortup Kommunia. Qaqortoq significa blanco. 300 de los habitantes viven en pequeños asentamientos, respectivamente, y en 2 granjas de renos y 13 granjas de ovejas.
Qaqortoq, tiene su escuela secundaria, escuela de negocios y centro de entrenamiento de alta escuela del sur de Groenlandia. Los trabajos son: Los empleados de la ciudad, los astilleros de Groenlandia sólo curtiduría, Great Greenland A / S, que sellan alrededor de Groenlandia, y cada año presenta una nueva colección de pieles de foca. En la plaza cerca del puerto hay una fuente y una casa colonial de 200 años de edad, ahora se usa como un museo con bla. Kayaks de los viejos tiempos, se encuentra desde el momento en los escandinavos, cabaña y la estatua Arnannguaq. Tele es un museo sobre la historia de las telecomunicaciones de Groenlandia, de kayak para publicar en Internet de hoy. El museo se encuentra a 70 metros sobre el nivel del mar con vistas a toda el área metropolitana.
Qaqortoq tiene dos iglesias: la iglesia del Salvador, consagrada en 1832, donó la ciudad danesa de la Sociedad Misionera, ha sido reconstruida varias veces. En la iglesia se cuelga Salvavidas de M / S Hans Hedtoft, en su primer viaje de Copenhague a Julianehåb naufragó durante el viaje de regreso a Copenhague. Ocurrió en las aguas al sur de Cabo Farewell, 30 de enero de 1959. Aros salvavidas se encuentran en Islandia, que sólo se encuentra en el "Hans Hedtoft".
En una meseta que sobresale por encima de campo viejo centro de la ciudad se encuentra hoy Qaqortoqs nuevo Gertrud Rask iglesia, consagrada el 8 de julio de 1973. La iglesia blanca de hormigón, lleva el nombre de la esposa de Hans Egede, Gertrud Rask. Retablo de los motivos florales son derivados de la flora del sur de Groenlandia.

## Historia

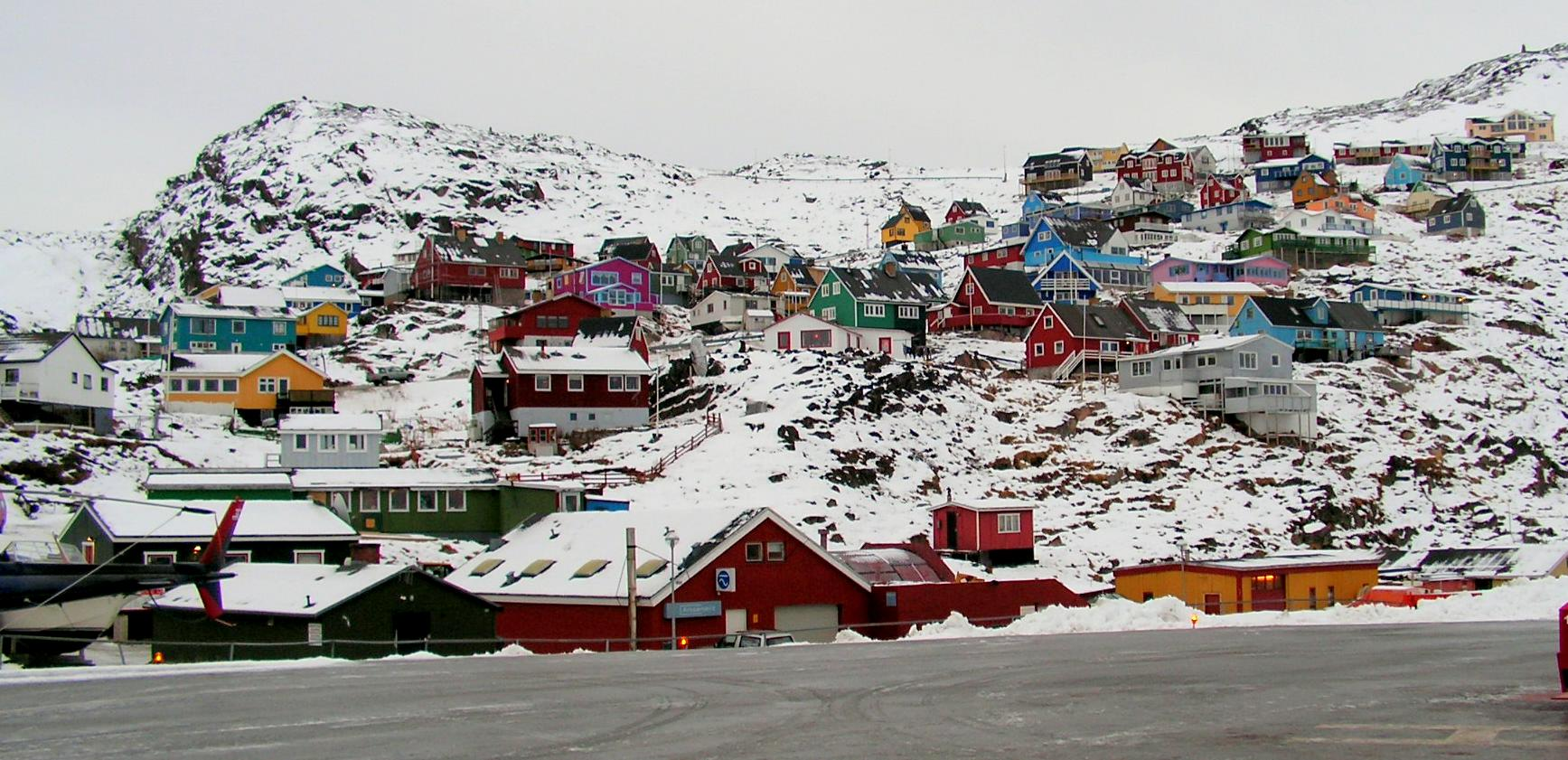
Qaqortoq en invierno.

Julianeshaab, colonia fundada en 1775, se convirtió en un importante centro comercial, donde los esquimales fueron la venta de sus pieles y grasa.
El comercio de pieles, la grasa y carne de ballena fue fuentes de ingresos principales de la colonia. La cría de ovejas se inició en el año 1900, y la zona está en el centro de nuttiden de la cría de ovejas de Groenlandia.
En 1840 comenzó el Comercio Real de Groenlandia (KGH), dos estaciones comerciales al sur y al norte de Julianeshaab, Nordprøven y Sydprøven ahora Narsaq y Alluitsup PAA.